# Instituição total
Uma instituição total é um local de trabalho e residência onde um grande número de pessoas similarmente situadas, isoladas da comunidade mais ampla por um tempo considerável, levam juntas uma vida fechada e formalmente administrada. A privacidade é limitada nas instituições totais, pois todos os aspectos da vida incluindo o sono, brincadeira e trabalho são conduzidos no mesmo lugar. O conceito é associado principalmente ao trabalho do sociólogo Erving Goffman.
Pelo conceito de Goffman, as instituições totais têm missões formais diversas, mas um projeto e estrutura em comum. Ele dividiu-as em cinco tipos:
1. instituições estabelecidas para cuidar de pessoas consideradas inofensivas e incapazes, como asilos.
2. locais estabelecidos para cuidar de pessoas consideradas incapazes de tratar de si mesmas e um perigo para a comunidade, mesmo que não-intencionado: leprosários, hospitais psiquiátricos e sanatórios de tuberculosos.
3. instituições organizadas para proteger a comunidade contra o que se considera perigos intencionais contra ela, e assim, com o bem-estar das pessoas institucionalizadas considerado de importância menor: campos de concentração, campos de prisioneiros de guerra e prisões.
4. instituições teoricamente estabelecidas para conduzir melhor tarefas equivalentes ao trabalho, justificando a si mesmas somente por esses motivos instrumentais: complexos coloniais, campos de trabalho, internatos, navios, casernas e grandes mansões do ponto de vista dos que vivem nos quartos dos empregados.
5. estabelecimentos designados como retiros do mundo mesmo quando frequentemente servindo como estações de treinamento para religiosos, como conventos, abadias, mosteiros e outros claustros.

Instituições militares como o oficialato do Exército Brasileiro possuem semelhanças e diferenças ao conceito. Desde o início, como cadetes, os oficiais passam por uma ruptura brusca, perdendo sua identidade do “mundo de fora”, e ao longo da carreira a coletividade prevalece sobre os indivíduos e a fronteira simbólica e cotidiana entre os mundos militar e “paisano” é mantida. A vida como militar não se restringe ao trabalho, pois a disciplina e hierarquia se aplicam a todas as interações entre oficiais da ativa, reserva e reformados. Os locais de moradia, lazer e estudo dos oficiais, esposas e filhos, são em sua maioria compartilhados, e a interação social endógena, entre as famílias militares, é estimulada. As mulheres têm grande importância na vida social dos oficiais, e informalmente reproduzem entre si a hierarquia dos maridos. Círculos hierárquicos restringem a interação social entre patentes diferentes. Por outro lado, não há, como definiu Goffman, uma divisão rígida entre a “equipe dirigente” e os “internos”; todo oficial nos altos postos já foi um dia cadete. Afora a barreira entre oficiais e praças, há fortes mecanismos de ascensão social meritocrática. A internação compulsória, típica das instituições totais, não se aplica no oficialato, onde a participação é puramente voluntária. O antropólogo Celso Castro define esse oficialato como uma instituição “totalizante” e não total.